# Pietro Borsieri
Pietro Borsieri (Milano, 16 aprile 1788 – Belgirate, 6 agosto 1852) è stato uno scrittore e patriota italiano. 
Figura centrale nell'esperienza del periodico Il Conciliatore, fu intellettuale di spicco del romanticismo italiano, poi condannato come molti altri alla prigione e all'esilio.

## Biografia

### LaBiblioteca Italiana

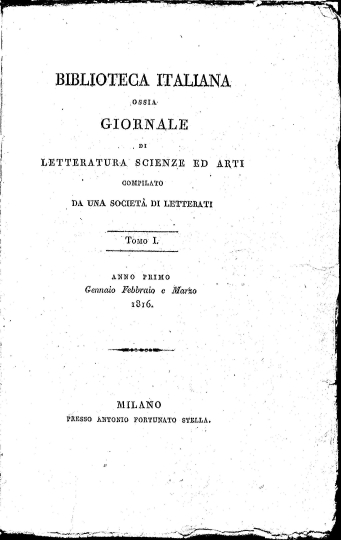
Frontespizio del primo tomo della Biblioteca Italiana (1816)

Ancora molto giovane, gli venne affidato il compito di redigere il programma del periodico letterario milanese Biblioteca Italiana; l'introduzione da lui proposta venne sottoposta a un severo processo di revisione da parte delle autorità austriache che preferirono infine quella più moderata del Giordani: nella premessa, infatti, il Borsieri tracciava un quadro negativo dello stato della cultura italiana sottolineandone le lacune e denunciando l'inutilità di istituzioni culturali come l'Accademia della Crusca. Lo scritto del Borsieri non mancò di allarmare il governatore Sarau che lo censurò immediatamente.
Rimase, comunque, nella redazione con un gruppo di letterati che avrebbe fatto la storia della letteratura italiana: Berchet, Pellico e Ermes Visconti.
Nel 1816 intervenne a difesa della scrittrice francese Madame de Staël nelle furibonde polemiche seguite alla pubblicazione (sul numero del gennaio 1816) dell'articolo Sulla maniera e la utilità delle Traduzioni, ove ella invitava gli italiani ad uscire dal loro orgoglioso isolamento e a rinnovare la cultura, studiando le opere poetiche fiorite recentemente fuori d'Italia. Il Borsieri, insieme al di Breme, davano inizio ad una strenua lotta in favore della nuova letteratura.
A tal fine pubblicò, nello stesso anno, il pamphlet Avventure letterarie di un giorno: è un testo dove il protagonista nell'arco di una giornata discute le sue idee con diversi personaggi tipici della Milano dell'epoca che rappresentavano le varie figure di intellettuali classici e romantici con le loro idee e le loro convenzioni sociali e letterarie; l'opera comparve quasi contemporaneamente all'articolo Intorno all'ingiustizia di alcuni giudizi letterari italiani del Di Breme, e alla Lettera semiseria di Grisostomo al suo figliolo del Berchet.
La discussione aveva un sottofondo politico, allusivo, ma ben comprensibile da un lettore attento, in quanto il giornale, una volta divenuto "romantico", prese a sostenere i valori della stirpe, la religione dell'eroismo e dell'immolazione per la Patria.
La censura austriaca, dunque, intervenne, e impose un riallineamento al tradizionale neoclassicismo italiano.

### Il Conciliatore

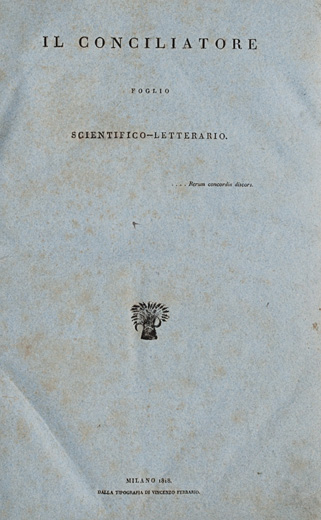
Il Conciliatore (1818)

A questo punto il gruppo dei sostenitori della letteratura romantica si ritrovò nel bisettimanale Il Conciliatore, un giornale che, secondo il programma, avrebbe dovuto trattare principalmente di economia, oppure finanza, e secondariamente, per necessaria distensione dopo una lettura pesante, anche di letteratura. Il Borsieri si era incaricato della stesura del programma. I finanziamenti giungevano da due ricchissimi nobili di idee patriottiche: Porro Lambertenghi e Confalonieri.
Nell'ottobre 1818 Borsieri pubblicò sul Conciliatore un lungo saggio per promuovere presso il pubblico italiano L'Histoire des républiques italiennes au moyen-âge del francese Sismondi.
Nel maggio del 1819 seguì con l'articolo in tre puntate Analisi del pregiudizio secondo le idee del Sismondi in cui dava conto di un fondamentale contributo del Sismondi apparso nella Edimburgh Encyclopaedia, nel quale lo storico ginevrino analizzava i pregiudizi religiosi radicati nei ceti culturalmente meno progrediti, allo scopo di individuare una complessiva strategia di educazione popolare.
Ovviamente gli esiti del Conciliatore furono opposti a quelli della Biblioteca Italiana: sul piano letterario si schierò per l'innovazione contro il classicismo, per l'impegno patriottico e l'apertura alle letterature straniere. Sul piano ideologico e politico fu di orientamento liberale.
La rivista fu ferocemente osteggiata dalla censura austriaca, che giunse a boicottarla anche con un attento disservizio postale, sicché la pubblicazione durò appena dal 3 settembre 1818 al 17 ottobre 1819, dopodiché venne chiusa d'autorità.

### La repressione del 1821
Cadeva, così, l'illusione di poter riformare la cultura e la vita nazionale, nel quadro delle strutture del restaurato Impero austriaco.
In capo a due anni, molti esponenti de Il Conciliatore vennero imprigionati come carbonari per sedizione. Arrestato il 4 aprile 1822, Borsieri venne condannato a morte insieme al Federico Confalonieri ed altri. La pena venne commutata in 20 anni di carcere duro, allo Spielberg.
Nel frattempo (1823-1824) usciva stampato a Milano, da Ferrario, in quattro tomi, la traduzione de l'Antiquario di Walter Scott.
Borsieri rimase allo Spielberg per 14 anni, fino al 1836, quando accettò di commutare i restanti 6 anni di pena in esilio negli Stati Uniti. Ai primi di agosto venne imbarcato a Trieste sul vascello Ussaro con destinazione New York, dove giunse il 16 ottobre 1836. Con lui viaggiavano in esilio altri patrioti come Eleuterio Felice Foresti, Luigi Tinelli, Felice Argenti, Gaetano de Castillia e Giovanni Albinola.
Visse poveramente a New York, Princeton, Filadelfia, insegnando italiano.

### La prima guerra di indipendenza
Rientrato in Europa nel 1838, nel 1840 gli fu finalmente permesso di rientrare in Italia, quando ormai le sue energie intellettuali erano esauste per i lunghi anni di sofferenza e lontananza dalla patria.
Rifiutò l'ultimo Manzoni, al quale rimproverava di aver tradito gli ideali romantici che li avevano accomunati in gioventù, e polemizzò aspramente con il Cantù.
Venne a lungo ospitato a Villa Monastero di Varenna, nella casa posta a nord della chiesa, affittata ad una delle sue sorelle.
Nel 1848 prese parte attiva alle cinque giornate di Milano.

### Morte
Morì a Belgirate, presso Verbania nel 1852.